# 鞠周
鞠 周（きく しゅう、朝: 국주; クク チュ、1101年 - ）は、中国の宋の軍人で、朝鮮氏族の潭陽鞠氏の始祖である。
中国の宋の公卿大夫を務めていたが、宋の欽宗が金に反旗を翻して失敗し拉致されると（靖康の変）、1128年に高麗に亡命した。鞠周が高麗に亡命すると仁宗は大喜びし、鞠周を軍神として崇め、監正官に任命、高麗に出仕させた。
金が宋を制圧して、高麗に君臣関係と貢物を強要すると、仁宗は鞠周を金国奉使に任命して外交に当たらせ、鞠周は王命を受けて複数回、金に行き来しながら君臣関係の不当性を主張した。この功績により鞠周は仁宗から三重大匡の官職を賜り、秋城君に封ぜられた。
墓所は松京（開城）の万寿山にある。子孫は毎年10月に時祭を捧げる。